# Lyons (Ausztrália)
Lyons az ausztrál Canberra főváros egyik elővárosa Woden Valley kerület-ben. A város Joseph Lyonsról kapta nevét, aki Tasmania szövetségi állam miniszterelnöke volt 1923-tól 1928-ig és James Scullin ausztrál miniszterelnök kormányának minisztere volt, valamint Ausztrália tizedik miniszterelnöke volt 1932-től, egészen 1939-ben bekövetkezett haláláig.
Lyons város utcáit Tasmánia településeiről nevezték el. A várost közvetlenül a Melrose Drive, a Tuggeranong Parkway és a Hindmarsh Drive övezi. Az Oakey Hill Nature Reserve (Oakley Hill természetvédelmi terület), a Canberra Nature Park részét képezi. A védett területen számos turistaösvény halad át és innen remek kilátás nyílik Woden, Weston Creek és Civis városára.
A városrész utcái megtekinthetőek a Google Street View (Utcakép) szolgáltatással.
A városban bevásárlóközpont működik.
A korábbi benzinkutat mára elbontották. A Lyons iskolai előkészítőben a gyermekeket bölcsődés koruktól az iskolakezdésig tanítják.
Templomai

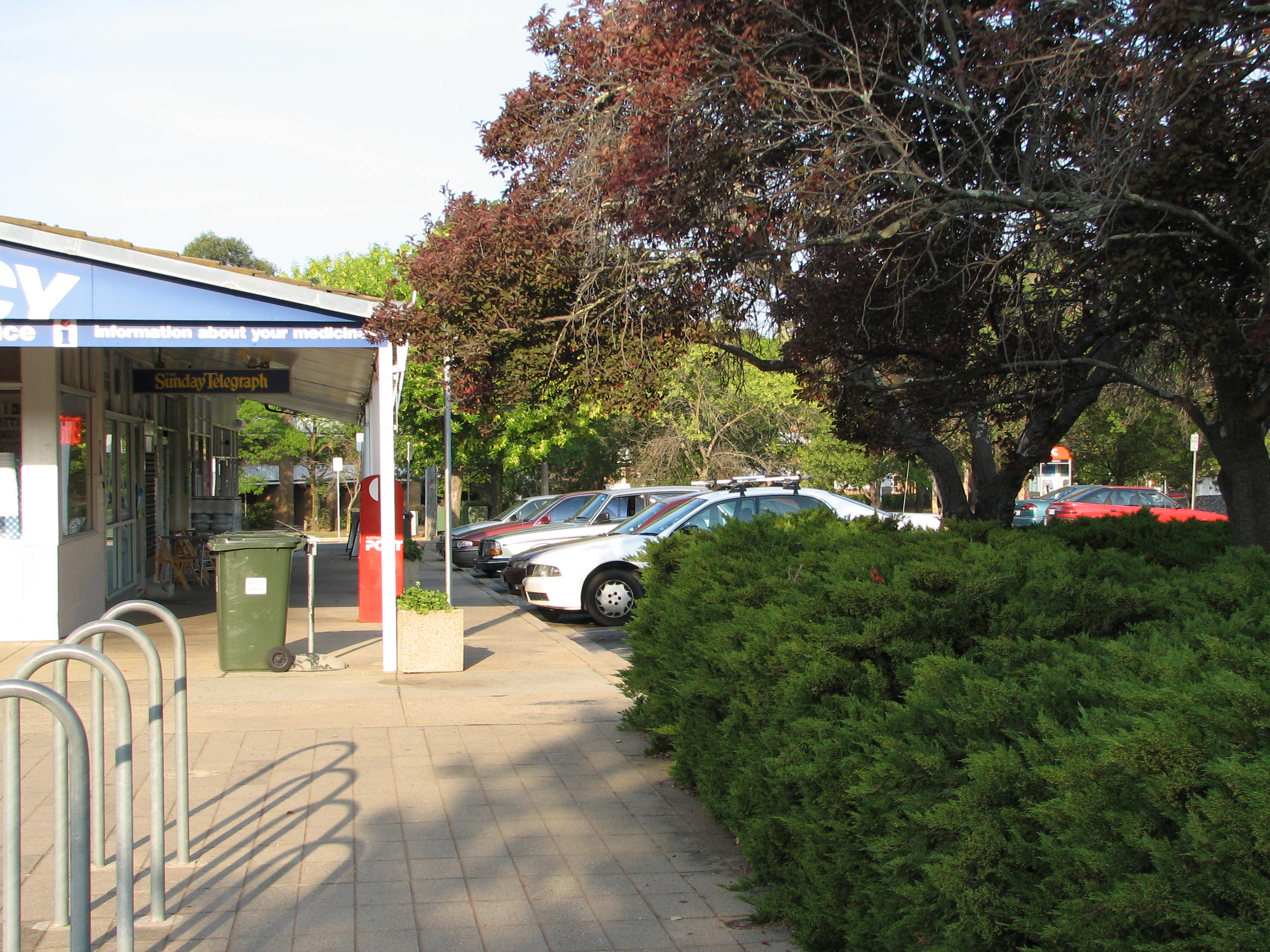
Lyons, bevásárlóközpont

- Immanuel Community Church, Immanuel közösség temploma
- Lyons Church of Christ, Lyons Krisztus temploma
- St Alban's Anglican Church, St Alban anglikán templom

## Földrajza
A Deakin vulkán, valamint a Mount Painter hegy működésének nyomait lehet megfigyelni a területen, különösen Oakley Hill környékén, ahol a szilur időszakból származó szürkészöld riodácit tufa és kvarcandezit található.

## Fordítás
Ez a szócikk részben vagy egészben  a   Lyons, Australian Capital Territory című angol Wikipédia-szócikk ezen változatának fordításán alapul.  Az eredeti cikk szerkesztőit annak laptörténete sorolja fel. Ez a jelzés csupán a megfogalmazás eredetét és a szerzői jogokat jelzi, nem szolgál a cikkben szereplő információk forrásmegjelöléseként.